# Daniel Treiber
Daniel Treiber, né le 7 juillet 1947 à Mulhouse dans le Haut-Rhin, est un architecte, enseignant et essayiste français.

## Biographie

### Formation
De 1965 à 1973, Daniel Treiber est élève à l'École nationale supérieure des beaux-arts de Paris, puis à l’Unité pédagogique d'architecture no 6. 
De 1972 à 1975, il poursuit à l'École pratique des hautes études (Sixième Section) où il suit le séminaire de Roland Barthes. Il est diplômé Architecte DPLG à l'UP6 en mai 1973.
Son travail de fin d’études, « Métro aérien, lieu et parcours »,  mené sous la direction conjointe de Roland Barthes et d'Antoine Grumbach, est publié en 1975 par l'Institut de l'environnement à Paris. Les photographies ont été exposées au Théâtre Récamier à Paris en mai-juin 1976, dans le cycle des expositions « Regarder à côté pour bien voir ».

### Architecture
En 1992-1993, Daniel Treiber est l’auteur des écoles d'ingénieurs et de commerce du Pas-de-Calais (École d'ingénieurs du Littoral Côte d'Opale à Longuenesse dans le Pas-de-Calais, ainsi que du restaurant des écoles ; en association pour la réalisation avec le cabinet ARA.

### Enseignement
En 1985-1986, il a été président du conseil d'administration de l’École nationale supérieure d'architecture et de paysage de Lille. Il a également enseigné à l'École des mines de Douai, l’École nationale supérieure d'architecture de Paris-Belleville, l’École nationale supérieure d'architecture de Nancy, comme assistant de Philippe Boudon. 
Daniel Treiber a été nommé professeur en octobre 2003, en poste à Lille. 
Il est président du conseil scientifique supérieur de l'enseignement de l'architecture au Ministère de la Culture, de 2005 à 2007. 
Le no 10 de L'annuel, revue de l'École nationale supérieure d'architecture et de paysage de Lille, présente un résumé des positions de Treiber sur son enseignement du projet.

### Écriture et recherche
À partir de 1979, Daniel Treiber a mené diverses recherches dont “Architecture et paysage en Californie du Sud”, en équipe avec Jacqueline Osty, et “Les espaces tertiaires de l’avenir, l’exemple de la HongKongBank de Norman Foster” qui a été publié aux Éditions du Ministère de l’Equipement en 1992. 
Il a publié “La brique et le projet architectural au XIXe siècle” , ouvrage cosigné avec Etienne Falk (1984), “Paul Chemetov”, cosigné avec Frédéric Pousin (1985) ou encore la monographie “Norman Foster” (1992). Son livre le plus connu est “Frank Lloyd Wright” (1986 ; réédition revue et complétée en 2008). Ces deux derniers ouvrages ont été traduits en plusieurs langues. 
Il donne également plusieurs articles sur l’architecture de Rudolf Michael Schindler dans les années 1980. 
À partir de l’an 2000, il s’est davantage consacré à l’écriture et à l’enseignement. Membre fondateur du « Laboratoire Conception, Territoire, Histoire » (LACTH) à l’École nationale supérieure d'architecture et de paysage de Lille, il a notamment publié divers essais dans la revue de recherche du LACTH, les « Cahiers thématiques », sur Carlo Scarpa (2001), Aldo Rossi (2003), Claude Nicolas Ledoux (2005 et 2015), Frank Lloyd Wright (2010 et 2011). 
Dès ses premiers travaux d’écriture en 1974,les thèmes architecturaux explorés sont les tensions entre objet, lieu et parcours, l’idée de projet et les “insistances” qui s’y manifestent, ainsi que les différents niveaux de sens et le palimpseste de connotations dont un objet architectural peut être porteur. 
Les livres et les essais traitent des “pratiques du langage” à la manœuvre, selon Treiber, dans les projets d’architecture et de l’interface entre projets et textes écrits par les architectes. Il a fréquemment recours à des notions entre autres issues de la linguistique : métaphore, métonymie, paradigme, écriture, intertextualité ; ou de la psychanalyse : interprétation, imaginaire, investissement du sujet. 

## Principales publications

### Essais
- Métro aérien : lieu et parcours, Institut de l’Environnement, Paris (100 pages, tirage de 500 ex.). Travail personnel de fin d’études (diplôme d’architecte DPLG) à l’école d’architecture UP6, mené sous la direction conjointe de Roland Barthes et d’Antoine Grumbach, Paris 1975.
- Frank Lloyd Wright, Hazan, Paris  1986.
- La tour de la HongkongBank de Norman Foster, 180 pages, tirage de 1000 ex. , édité par le Ministère de l’Equipement et du Logement, dans le cadre du Plan Construction et architecture – Cité-Projets, dans la collection « Recherches » Paris 1992.
- Norman Foster, aux Éditions Birkhaüser 1992 (édition allemande); édition française en 1994, aux Éditions Hazan, Paris.
- Frank Lloyd Wright, Hazan, Paris 2008 (édition revue et augmentée), traduit en anglais, en allemand et en italien.
- « Les Sept Lampes et l’architecture organique de Frank Lloyd Wright » dans Postérité de John Ruskin – l’héritage ruskinien dans les textes littéraires et les écrits esthétiques, études réunies par Isabelle Enaud-Lechien et Joëlle Prungnaud, Classiques Garnier, Paris 2011.

### Ouvrages collectifs
- La brique et le projet architectural au XIXe siècle, livre cosigné avec Étienne Falk, École nationale supérieure des beaux-arts, Paris 1984.
- Paul Chemetov, livre cosigné avec Frédéric Pousin, Electa-Moniteur, Paris Milan 1985.
- « Autobiographie et architecture : l’exemple d’Aldo Rossi 1931-1997 », actes du colloque Architecture et Discours, textes réunis par Marie-Madeleine Castellani et Joëlle Prungnaud, Éditions du Conseil Scientifique de l’Université Charles-de-Gaulle – Lille III , Lille 2006.

### Articles
- « Frank Lloyd Wright », Créé, no 30, Paris 1974.
- « Inde : mythes et architectures hindoues », Art Press, no 12, Paris 1974.
- « Le saut à la corde, pour une sémiologie », AMC, no 36, Paris 1975.
- « Insistances du projet architectural », Les Cahiers de la Recherche Architecturale, no 6/7,  éditions Parenthèses, Marseille, octobre 1980.
- « R.M. Schindler », AMC, no 54-55, Paris juin-septembre 1981.
- « Une saison en Californie du Sud », AMC, no 13, Paris octobre 1986.

### Articles pour le LACTH
- « Carlo Scarpa et la discipline moderne », Cahiers Thématiques architecture histoire/conception, no 1, publication des équipes de recherche de l’École d’Architecture de Lille, Lille 2001.
- « Aldo Rossi autobiographe. Le sujet, l’affect, l’écriture », Cahiers Thématiques architecture histoire conception, no 3, publication des équipes de recherche de l’École d’Architecture de Lille, Jean Michel Place, Paris 2003.
- « Fiction théorique et charge romanesque ; le livre de C. N. Ledoux », Cahiers Thématiques architecture histoire conception, no 5, publication des équipes de recherche de l’École d’Architecture et de Paysage de Lille, Jean Michel Place, Paris 2005.
- « Moderne versus contemporain ; le cas Wright », Cahiers Thématiques Architecture et Paysage conception/territoire/histoire, no 10, publication du Laboratoire Conception Territoire Histoire (LACTH) de l’École nationale supérieure d’architecture et de paysage de Lille, Pôle de Recherche et d’Enseignement Supérieur, Université Lille Nord de France. Éditions de l’École nationale supérieure d’architecture et de paysage de Lille, éditions de la Maison des sciences de l’homme, Lille 2010.
- « Des fermes en acier pour une métropole potagère, Broadacre City », Cahiers Thématiques Architecture et Paysage conception/territoire/histoire, no 11, publication du Laboratoire Conception Territoire Histoire (LACTH) de l’École nationale supérieure d’architecture et de paysage de Lille, Pôle de Recherche et d’Enseignement Supérieur, Université Lille Nord de France. Éditions de l’ENSAPL, éditions de la Maison des sciences de l’homme, Lille 2011.
- « Tons, modes et ordres d’architecture chez C.-N. Ledoux », Cahiers Thématiques Architecture et Paysage conception/territoire/histoire, no 14, publication du Laboratoire Conception Territoire Histoire (LACTH) de l’École nationale supérieure d’architecture et de paysage de Lille, Pôle de Recherche et d’Enseignement Supérieur, Université Lille Nord de France. Éditions de l’ENSAPL, éditions de la Maison des sciences de l’homme, Lille 2015.
- « De l’abstraction plasticienne à l’enracinement californien : Rudolph Schindler », in Techniques et Architecture, no 373, Paris septembre 1987.